# 病室で念仏を唱えないでください
『病室で念仏を唱えないでください』（びょうしつでねんぶつをとなえないでください）は、こやす珠世による日本の漫画。通称『念唱』。小学館の『ビッグコミック増刊号』に2012年8月17日号から2020年10月17日号まで連載された。また、『ビッグコミック』（同社刊）本誌にも出張掲載された（2012年 - 2013年、2020年に短期連載）。
僧侶でありながら救急医としても働く「僧医」松本照円を主人公とした医療漫画である。

## 登場人物

### あおば台病院
松本照円（まつもと しょうえん）
主人公。救命救急センターで働く救急医。
僧侶でもあり、入院患者への説法や死亡した患者への枕経も行うが、病棟内や救急の現場にも僧衣で現れるため、患者や家族は面食らうことが多い。このこともあって救急関係では「あおば台寺」とも呼ばれている。本人は、僧侶というのは生き方で、仕事はあくまで医師と称している。
僧侶とはいえ悟りすました人格者にはほど遠く、聴診器と数珠をうっかり取り間違えたり、しょっちゅう遅刻したり、身勝手な患者や家族、あるいは同僚医師の言動に腹を立てて時には逆上して手を上げたり、幼馴染と同僚医師の2人の女性との間で気持ちに整理がつかなかったり、救急医としての悩みを含めて煩悩に振り回される日々を過ごしている。
俗名は照之（てるゆき）。小学5年生のある日、同級生の宮寺哉が目の前で溺死したことから高校卒業後に得度して仏門に入る。その後、哉の母がガンで亡くなったことをきっかけに医学部へ入学し、救命救急医となる。子供のころから坊主頭にしており、「一休」「和尚」と呼ばれていた。故郷に両親と兄夫婦、兄夫婦の子供2人がいる。
三宅（みやけ）
救命救急センターで働く救急医。
女性ながら救急医らしい豪快な性格で、冷静な判断力と鋭い観察眼の持ち主。松本は「救急のハシビロコウ」と呼んでいる。整理整頓が苦手らしく自分のデスクは散らかっており、下着を置きっぱなしにしていることがある。家で熱帯魚（ナマズ）を飼っている。
吉田（よしだ）
救命救急センターで働く救急医。
三宅とは逆に少々気弱なところがあり、症状が思わしくないテンパった患者に圧倒されてしまうことが多い。
田中（たなか）
救命救急センターの研修医。千葉の有名私立総合病院の御曹司。
理屈をこねたり無責任な言動で上級医の心証を悪くし、患者の家族を動揺させたりもするが、次第に患者を熱心に診るようになる。
研修最後の日、松本に2年後必ず戻ってくると挨拶して病院を去る（第2巻：第9話 - 第10話）。
永野（ながの）
救命救急センターの研修医。
他科へのコンサルト（診療依頼）の際に受け入れを断わられたり罵倒されたりして、つらさのあまり泣きながら松本に辞めたいとこぼすが、松本がキャバクラへ連れて行くなどして立ち直らせる（第4巻：第29話 - 第5巻：第31話）。
玉井（たまい）
救命救急センター部長。
藍田一平（あいだ いっぺい）
整形外科医。
文句を言いながらも、松本からAVのDVDの差し入れやキャバクラの誘いを受けると恩着せがましく救急に融通を利かせる、極めて俗物な性格だが、外科医としては優秀な部類。逆に見返りとして松本を合コンの数合わせにつきあわせたりもしている。理屈が多くナルシストでもあり、ずれた言動や突拍子もない行動も多く、そのせいで怪我を負って自ら病院へかつぎ込まれたこともある。
濱田達哉（はまだ たつや）
心臓外科医。関西弁で話す腕利きのエリートで、独善的な自信家。眉目秀麗でもてる。
自身の腕を売りにして心臓外科の予定手術数を増やし、病院ともども自身の名を上げようとしているが、実績に響くという理由で手遅れな患者は診ようとしない。救急救命センターを、面倒事を押し付け自身や病院の足を引っ張る存在と見なし、さらに児嶋の移籍の件もあって目の敵にしており、松本とはたびたび対立する。
手の施しようがない患者を見捨てるのもプライドが傷つくと言い、一方で自身のプライドを刺激して達成感を与えるような難しい症例ならば文句を垂れつつも転科を引き受けることがあり、松本に内心「アマノジャクだな」と思われる。救急に担ぎ込まれて脳死に至った患者が出ると「新鮮なうちに移植ドナーとするかどうかの確認を（遺族に）とれ」と言い放ち、仏教でいう「お布施」なんだから良いことじゃないかとうそぶくなど、医師同士の（松本との）間では損得勘定むき出しで人の情を欠くとも露悪的ともいえる発言が多い。
自ら摘出した心臓をあおば台病院から不正に略取し、自分の息子（留学前に交際していた女性が、自身の出国後に産んだため、認知はしていない）に移植する事件を起こして姿を消す。最終巻の描き下ろしカットでは海外の病院に移籍したようで、バリバリ手術をこなしている模様。
児嶋眞白（こじま ましろ）
心臓外科医。大学の医局から出向で来ている若い女性医師。
ストレス解消にバッティングセンターへ通っていて、たまたまそこで松本らと顔を合わせたのがきっかけで、救急と縁ができた。濱田の前立ち（第1助手）をした際にミスをして役立たず扱いされるが、それは左利き（外科手術には不利）なのに右手で補佐していたからで、腕自体は悪くない。その後も執刀より病床業務を多く回されるが、実績よりも自身の求める医療に関わりたいと救命救急部への異動を決める。
松本に思いを寄せ、あやの元へ向かおうとする松本に縋りつくが失恋し、自分なりのケジメと前へ進むことを考えて大学へ戻る。
山城隆太（やましろ りゅうた）
脳神経外科医。救急には比較的協力的。
オペラアリアを歌うのが趣味で、合コンでは松本が中座した場つなぎに披露して女性たちをドン引きさせたり、また自身が出演するアマチュアコンサートに松本らを誘ったりしている。
小山内（おさない）
病棟クラーク（医師事務作業補助者）。
院内の同僚・林からの交際の申し込みを断ったことで嫌がらせを受け、松本に相談をする。
休憩中に同僚数名と人事不省に陥り、松本共々林のことを疑うが、原因は小山内が実家から送られてきた自家製のハチミツで作った菓子だった（第1巻：第3話）。
おばちゃん
あおば台病院で働く清掃員。
理事長
松本を病院付き僧侶としても採用した張本人。年配の男性医師。
自分のあり方に悩む松本に声をかけ、直接的ではないが助言をする。

### 宮寺家
宮寺哉（みやでら はじめ）
松本の小学校時代の同級生。
小学5年生のある日、松本に誘われ2人で川へ出て魚釣りをしていたところ誤って転落、松本が救出に向かうも命を落としてしまう。この出来事をきっかけに松本は高校卒業後に出家、やがて救命救急医の道へ進む。
宮寺憲次（みやでら けんじ）
哉の父。松本の故郷で暮らす。
息子と妻を早くに失いながらも、松本のことを気づかい続けてきた。肺ガンを患っているが、治療を拒否して緩和ケアに留めている。症状からして治療の余地はまだ残っており、松本は治療を受けるようたびたび説得を続けている。
宮寺あや
哉の妹で、松本の幼馴染。
松本は憲次の病のことで相談に乗っており、妹のように思い、見守っていたが、憲次の病状悪化に苦しむさまを見た松本に告白される。最終巻描き下ろしカットではめでたく松本と結婚している。

### その他
植木 洋（うえき ひろし）
あおば台病院の近くにある区立神保町小学校の男性教員。
子供思いで熱心な教師であり、生徒たちからも非常に慕われている。児童が急患となるエピソードでたびたび登場し、松本とも顔見知りになっている。
第43話（第6巻）では通り魔から児童をかばって刃物で刺され、自らが救命救急センターに搬送される。脾臓を摘出するほどの重傷だったが、最終巻描き下ろしカットでは変わらず教師を続けている。
お師僧
松本の故郷の僧侶で、松本が得度した時以来の師。
謹慎になったり悩みに陥った松本がその都度に寺を訪れ、滝行を行ったりしている。
通り魔
あおば台病院の近辺に出没し、通行人を刃物で殺傷している凶悪犯。
上述の植木の前にも、病院に出入りしていたMR（医薬情報担当者）の稲村すばるが刺されて救命救急センターに搬送されるが、手術の甲斐無く死亡する（第5巻：第37話）。
植木が入院しているさなか、被疑者として警察にマークされていた22歳の青年・高木カネノブが自殺未遂で救命救急センターに搬送される。懸命の処置にもかかわらず脳死となり、両親の意思で臓器提供が行われるが、それが濱田の暴走を引き起こす。

## 書誌情報
- こやす珠世『病室で念仏を唱えないでください』小学館〈ビッグコミックス〉、全7巻
  1. 2013年04月30日発売[小 1]、ISBN 978-4-09-185210-6
  2. 2014年07月30日発売[小 2]、ISBN 978-4-09-186348-5
  3. 2016年02月29日発売[小 3]、ISBN 978-4-09-187490-0
  4. 2017年06月30日発売[小 4]、ISBN 978-4-09-189538-7
  5. 2018年11月30日発売[小 5]、ISBN 978-4-09-860140-0
  6. 2019年12月26日発売[小 6]、ISBN 978-4-09-860473-9
  7. 2020年11月30日発売[小 7]、ISBN 978-4-09-860773-0

## 備考
- こやす珠世は本作以前に『相棒』の漫画版を『ビッグコミックスペリオール』で連載していた（2007年 - 2012年）。本作連載初期（第1巻）の作中に登場する漫画やテレビドラマに『相棒』らしきものが描かれている。

## テレビドラマ
2020年1月17日から3月20日までTBSテレビ系「金曜ドラマ」で放送された。主演は伊藤英明で、伊藤はこのドラマのために頭を丸めて撮影にクランクインした。
キャッチコピーは「救う、絶対に－」。

### キャスト
- 松本照円（照之） - 伊藤英明（幼少期：吉田日向）
- 濱田達哉 - ムロツヨシ[5]
- 児嶋眞白 - 松本穂香[5]
- 田中玲一 - 片寄涼太[6]
- 小山内みゆき - 唐田えりか[注釈 1]
- 吉田太郎 - 谷恭輔
- 長見沙穂 - うらじぬの
- 堀口瑠衣 - 土路生優里
- 飯塚茜 - 横田真悠
- 明石健吾 - 菊田大輔
- 有賀浩平 - 千葉哲也
- 佐藤佑香 - 新井郁
- 師匠の僧侶・円明 - 団時朗
- 瀬川修二 - 安井順平
- 宮寺早苗 - 長野里美
- 藍田一平 - 堀内健（ネプチューン）[8]
- おばちゃん（弁天祥子） - 宮崎美子
- 澁沢和歌子 - 余貴美子[8]
- 宮寺憲次 - 泉谷しげる
- 宮寺あや - 土村芳
- 玉井潤一郎 - 萩原聖人[8]
- 三宅涼子 - 中谷美紀[5]

#### ゲスト
第1話
- 谷村容子 - hitomi
- 谷村将太 - 大西利空
- 谷村啓太 - 川口和空
- 及川結衣 - 飯窪春菜
- 土浦まさし - 永山竜弥
- クルーのディレクター - 丸山ゴンザレス
- 川辺真奈美 - 今藤洋子
- 太田みどり - 黒沢あすか

第2話
- 岡崎真理子 - 島袋寛子
- 宮島隆弘 - ナオト・インティライミ（第3話）
- 後藤由紀夫 - 見栄晴
- 後藤梓 - 森迫永依
- 丸山翼 - 田中奏生
- 岡崎勉 - 渡邉蒼
- 宮島佳菜 - 朝見心（第3話）

第3話
- 藤森隆文 - 宇梶剛士
- 藤森真紀子 - 栗田よう子

第4話
- 長沢沙織 - 美山加恋
- 長沢功一 - 本並健治
- 長沢奈穂 - 中島ひろ子
- 品川凱斗 - 齋藤絢永
- 品川愛羅 - 石田凛音
- 品川結花 - 木本夕貴
- 夏川麻友 - 山田桃子
- 夏川莉乃 - 加藤柚凪
- 植木洋 - 松角洋平（第5話）

第5話
- 石川美津子 - 榊原郁恵
- 石川祐三 - 品川徹
- 石川祐介 - 温水洋一
- 唯円 - 葵揚（第6話）
- 成瀬真奈 - 新井美羽
- 大貫義彦 - きたろう（第8話）
- 長谷英人 - 淵上泰史（第7話 - 第9話）

第6話
- 和田晴香 - 文音
- 御代田信 - 藤井隆
- 和田洋平 - 吉沢悠

第7話
- 前田鮎子 - 戸田菜穂
- 坂下那奈 - 萩原みのり
- リチャード・ポー - 近藤公園（ - 第9話）

第8話
- 川崎百合子 - 大西礼芳（第9話）
- 川崎美咲 - 中野翠咲（第9話）
- 川崎紗樹 - 田中絢音（第9話）
- 田沼秀一 - 前田公輝
- 小塚里香 - 白石糸
- 川崎悠人 - 清塚信也（第9話）
- 峯山医師 - 吉田ウーロン太（ -最終話）

最終話
- 木村敦子 - 菅井玲
- 木村和也 - 竹財輝之助
- 木村尚 - 谷花音

### スタッフ
- 原作 - こやす珠世 『病室で念仏を唱えないでください』（小学館「ビッグコミック」連載中）
- 脚本 - 吉澤智子
- 音楽 - 井筒昭雄
- 主題歌 - 三浦大知「I'm Here」（SONIC GROOVE）
- 編成 - 渡瀬暁彦
- 医療監修 - 林宗博（日本赤十字社医療センター）、渡部広明（島根大学医学部附属病院）、山岸俊介（イムス東京葛飾総合病院）
- 仏事監修 - 新倉典生（善立寺住職）
- チャプレン監修 - 谷山洋三（東北大学大学院文学研究科）
- 演出 - 平野俊一、岡本伸吾、泉正英
- プロデューサー - 峠田浩
- 製作著作 - TBS

### 放送日程
| 話数                                                                        | 放送日  | サブタイトル                          | ラテ欄                                      | 演出            | 視聴率 |
| --------------------------------------------------------------------------- | ------- | ------------------------------------- | ------------------------------------------- | --------------- | ------ |
| 第1話                                                                       | 1月17日 | 僧侶で救急医 型破りな男が命と心を救う | 僧侶であり救急医! 型破りな男が命と心を救う! | 平野俊一        | 11.3%  |
| 第2話                                                                       | 1月24日 | ここは奇跡のおきる場所ー              | 少年の涙 僧医が起こす奇跡!                  | 平野俊一        | 10.3%  |
| 第3話                                                                       | 1月31日 | 爆発事故 恩人の命を救え!              | 爆発事故炎の中の恩人を救え                  | 岡本伸吾        | 08.2%  |
| 第4話                                                                       | 2月07日 | 家族が手術を拒否?!                    | 救命拒否 奇跡起す千手観音!?                 | 岡本伸吾        | 08.1%  |
| 第5話                                                                       | 2月14日 | 大往生の前で                          | 熱血僧医VS天才医! 新章突入                  | 平野俊一        | 07.7%  |
| 第6話                                                                       | 2月21日 | 患者は嘘をつく? 僧医の心              | 僧医に嘘つかないでください                  | 泉正英          | 07.9%  |
| 第7話                                                                       | 2月28日 | ありのままに生きるとはー              | 坊主が恋した!? 最後のデート                 | 岡本伸吾        | 08.9%  |
| 第8話                                                                       | 3月06日 | 犯人は誰だ!?                          | その正義は誰の命も救わない                  | 平野俊一        | 07.8%  |
| 第9話                                                                       | 3月13日 | 仲間を救え! 天才の涙ー                | 初めての涙! 小さな命の奇跡                  | 岡本伸吾 泉正英 | 08.5%  |
| 最終話                                                                      | 3月20日 | 救わない勇気は僕にはない              | 僧医が導く最後の奇跡!                       | 平野俊一        | 09.2%  |
| 平均視聴率 8.8%（視聴率はビデオリサーチ調べ、関東地区・世帯・リアルタイム） |         |                                       |                                             |                 |        |

### スピンオフドラマ
『病室で念仏を唱えないでください 〜サトリ研修医・田中玲一〜』のタイトルで、動画配信サービスParaviにて本編終了後から毎週配信されたスピンオフドラマ（第1話のみ1月11日10:00より先行配信）。サトリ世代の研修医・田中玲一を主人公として描く。
ゲスト
第1話 -Episode 0- サトリと煩悩
- 緊急搬送患者　森- 楽駆

第2話 知らぬが仏
- 松本に背面がそっくりな医師- 竹内まなぶ（カミナリ）

第3話 近くて遠い心の距離
- 宮島隆弘- ナオト・インティライミ
- 宮島佳菜 - 朝見心

第4話 思い込みの夜明け
- 内村アツシ- 芋洗坂係長（小浦一優）
- 坂江菜々- 須田亜香里

第5話 さいこうのクスリ
- 有賀多恵- 村岡希美
- 看護師- 水口早苗

第6話 近くの友は､見逃しやすいもの
- 藤本圭太- 吉村界人

第7話 二つのゴカイ
- ホテル従業員- 松浦眞哉
- ホテルで倒れた人の妻- 柿弘美

第8話 極楽浄土
- 山内将樹- ゆうたろう

第9話 お医者さん?
- 水沢太一- 石田星空（最終話）

最終話 お医者さん
- 太一の母- 堀夏子
- 心臓外科医- 筒井巧

スタッフ
- 脚本 - 灯敦生、家城啓之、勝冶京子
- 演出 - 小牧桜、岡本伸吾、泉正英

| TBS系 金曜ドラマ                                    | TBS系 金曜ドラマ                                           | TBS系 金曜ドラマ                  |
| 前番組                                              | 番組名                                                     | 次番組                            |
| --------------------------------------------------- | ---------------------------------------------------------- | --------------------------------- |
| 4分間のマリーゴールド （2019年10月11日 - 12月13日） | 病室で念仏を唱えないでください （2020年1月17日 - 3月20日） | MIU404 （2020年6月26日 - 9月4日） |